# Cerco de Melite (870)
O ‎‎cerco de Melite‎‎ foi a captura da cidade ‎‎bizantina‎‎ de ‎‎Melite‎‎ (atual ‎‎Mdina‎‎, ‎‎Malta‎‎) por um exército aglábida invasor em 870. O cerco foi inicialmente liderado por Halafe Alhadim, um renomado engenheiro, mas que foi morto e substituído por Sauada ibne Maomé. A cidade resistiu ao cerco por algumas semanas ou meses, mas acabou caindo para os invasores, e seus habitantes foram massacrados e a cidade foi saqueada. ‎

## Antecedentes
As ilhas maltesas tinham sido parte do ‎‎Império Bizantino‎‎ desde 535, e evidências arqueológicas sugerem que provavelmente tinham um papel estratégico importante dentro do império.‎ Quando as ‎‎primeiras conquistas muçulmanas‎‎ começaram no século VII, os bizantinos foram ameaçados no Mediterrâneo, e então provavelmente fizeram esforços para melhorar as defesas de Malta. Neste ponto, podem ter construído um ‎‎recuo‎‎ que reduziu Melite para um terço de seu tamanho original.‎
Um ataque de reconhecimento muçulmano a Malta pode ter ocorrido em 221 ‎AH (835–36 d.C.)  De todas as ilhas ao redor da Sicília, Malta foi a última a permanecer nas mãos bizantinas, e em 869 uma frota sob Amade ibne Omar ibne Ubaide Alá ibne Aglabe Alabaxi a atacou. Os bizantinos, tendo recebido reforços oportunos, resistiram com sucesso no início, mas em 870 Maomé enviou uma frota da Sicília para a ilha, e a capital Melite caiu em 29 de agosto de 870. O governador local foi capturado, a cidade foi saqueada — Amade Alabaxi teria levado as colunas de mármore da catedral local para decorar seu palácio — e suas fortificações arrasadas. A queda de Malta teve importantes ramificações para a defesa do que restou da Sicília Bizantina: com Régio da Calábria e agora Malta em suas mãos, os muçulmanos completaram seu cerco à Sicília, e poderiam facilmente interditar qualquer ajuda enviada do leste. Ibne Caldune relata que a conquista de Malta pelos aglábidas aconteceu já em 868.